# Paro (stad)
Paro is de hoofdstad van het gelijknamige district in Bhutan. De stad heeft ongeveer 15.000 inwoners en ligt op een hoogte van ongeveer 2400 meter in het Himalayagebergte.
De enige luchthaven van het land Bhutan ligt bij de stad Paro, namelijk de Luchthaven Paro, deze wordt aangedaan door de nationale luchtvaartmaatschappij Druk Air. Mede hierdoor is Paro de relatief welvarendste stad in Bhutan.

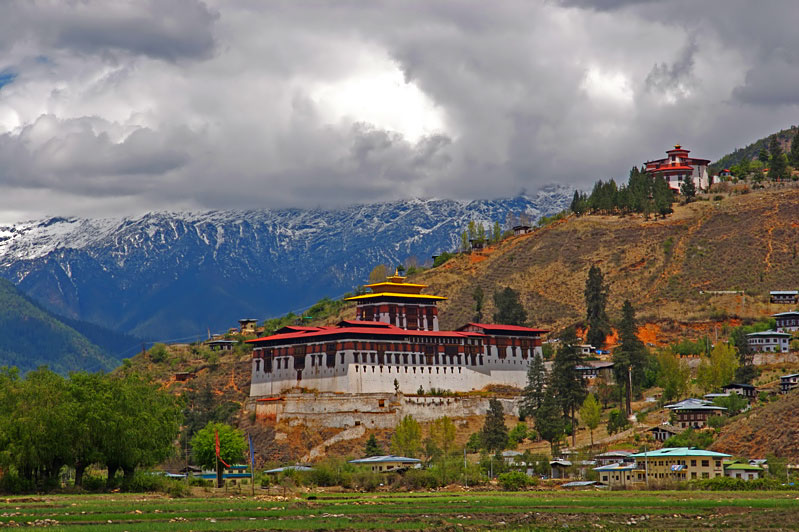
Het klooster Paro Dzong in de Paro-vallei